# Ferrovia Rennes–Saint-Malo
La ferrovia Rennes - Saint-Malo (Ligne de Rennes à Saint-Malo - Saint-Servan in francese) è una linea ferroviaria francese a scartamento ordinario lunga 81 km che unisce le città di Rennes e Saint-Malo, nel dipartimento dell'Ille-et-Vilaine.

## Storia
Costruita dalla Compagnie des chemins de fer de l'Ouest, fu aperta al traffico il 27 giugno 1864. L'elettrificazione della ferrovia venne ultimata l'11 dicembre 2005 al fine di poter permettere l'arrivo di treni TGV a Saint-Malo.